# Javier Zamora
Javier Zamora es un poeta y activista salvadoreño.

## Biografía
Zamora nació en 1990 en el municipio costero de San Luis La Herradura, departamento de La Paz, El Salvador. En 1991, cuando Zamora tenía un año y medio, su padre emigró a los Estados Unidos por la guerra civil que llevó a la desaparición y muerte de su hermano y su cuñada; su madre emigró cuando tenía cuatro años por causa de maltratos de parte de su abuelo.
Él emigró a los Estados Unidos a la edad de nueve años para unirse a sus padres en el estado de California. Salió de El Salvador con ayuda de su familia con un grupo de cinco personas más, y después de dos meses cruzando México llegó a la frontera con un grupo de unas cuarenta personas. Intentaron cruzar varias veces por el desierto de Sonora, quedando solo un grupo de tres. Lograron cruzar al tercer intento en el 10 de junio de 1999; Finalmente se reunió con su familia en Phoenix, Arizona.

### Educación
Obtuvo su título de Bachiller en Artes en la Universidad de California, Berkeley y el de Máster en Bellas Artes en Universidad de Nueva York y se distinguió como un miembro del Wallace Stegner Fellowship de la Universidad de Stanford entre 2016 a 2018.

### Carrera
En 2009 publicó un chapbook (una breve colección de poemas de menos de 40 páginas) titulado "Nueve años inmigrantes" que ganaría el concurso de Organic Weapon Arts de 2011. Su primera colección de poesía, Unaccompanied, fue publicada en 2017 por Copper Canyon Press. Su poesía puede ser encontrada en la revista American Poetry Review, así como en Best New Poets 2013, Kenyon Review, Narrative Magazine, The New Republic, The New York Times, Ploughshares, y Poetry.

### Activismo
Zamora era un fundador, junto a los poetas Marcelo Hernandez Castillo y Christopher Soto (conocido como "Loma"), de la campaña Undocupoets que eliminó los requisitos de ciudadanía de los más importantes premios para primeros libros de poesía en los Estados Unidos.

## Obras
- Nueve Años Inmigrantes Organic Weapon Arts, 2012. ISBN 9780982710616, OCLC 824739031 – chapbook
- Unaccompanied, Copper Canyon Press: Port Townsend, 2017. ISBN 9781556595110, OCLC 972237998
- Solito: A Memoir, Hogarth Books: New York, forthcoming 2022.

En Antología
- Ghost Fishing: An Eco-Justice Poetry Anthology, University of Georgia Press, 2018. ISBN 9780820353159, OCLC 1004957170

## Reconocimientos

### Premios
- Premio Writer for Writer's de Barnes & Noble (2016)[9]
- Premio Meridian Editor
- Organic Weapon Arts Chapbook Contest (2011)[9]
- Premio Narrative (2017)[10]

### Membresías
- Universidad Colgate[11]
- Conferencia de escritores de Bread Loaf[9]
- Conferencia de escritores de The Frost Place[9]
- Conferencia de escritores del Valle de Napa[11]
- Organización literaria CantoMundo[9]
- Colonia MacDowell[11]
- Comunidad Yaddo[11]
- Macondo Writers Workshop[11]
- Wallace Stegner Fellowship de la Universidad Stanford (2016-2018)[11]
- Literature Fellowship in Creative Writing del Fondo Nacional para las Artes (2014)[3][11]
- Ruth Lilly and Dorothy Sargent Rosenberg Poetry Fellowship del Poetry Foundation[11]